# Herrarnas trampolin i gymnastik vid olympiska sommarspelen 2008
Herrarnas trampolin i gymnastik vid olympiska sommarspelen 2008 avgjordes den 16-19 augusti.

## Medaljörer
| Gren                | Guld             | Silver               | Brons          |
| Herrarnas trampolin | Lu Chunlong Kina | Jason Burnett Kanada | Dong Dong Kina |

## Kvalificerade tävlande
| Placering | Gymnast                 | Obligatoriskt | Frivilligt | Straff | Totalt | Noteringar |
| --------- | ----------------------- | ------------- | ---------- | ------ | ------ | ---------- |
| 1         | Lu Chunlong (CHN)       | 31.20         | 41.20      |        | 72.40  | Q          |
| 2         | Dong Dong (CHN)         | 31.00         | 40.70      |        | 71.70  | Q          |
| 3         | Dmitrj Usjakov (RUS)    | 30.80         | 40.70      |        | 71.50  | Q          |
| 4         | Jurij Nikitin (UKR)     | 30.60         | 40.10      |        | 70.70  | Q          |
| 5         | Tetsuya Sotomura (JPN)  | 29.60         | 40.70      |        | 70.30  | Q          |
| 6         | Alexander Rusakov (RUS) | 29.90         | 40.00      |        | 69.90  | Q          |
| 7         | Jason Burnett (CAN)     | 28.50         | 41.20      |        | 69.70  | Q T        |
| 8         | Mikalai Kazak (BLR)     | 30.30         | 39.40      |        | 69.70  | Q T        |
| 9         | Yasuhiro Ueyama (JPN)   | 29.9          | 39.3       |        | 69.2   | R T        |
| 10        | Peter Jensen (DEN)      | 30.5          | 38.7       |        | 69.2   | R T        |
| 11        | Diogo Ganchinho (POR)   | 29.8          | 39.3       |        | 69.1   |            |
| 12        | Gregoire Pennes (FRA)   | 30.0          | 38.7       |        | 68.7   |            |
| 13        | Ben Wilden (AUS)        | 28.1          | 39.0       |        | 67.1   |            |
| 14        | Flavio Cannone (ITA)    | 29.0          | 37.5       |        | 66.5   |            |
| 15        | Chris Estrada (USA)     | 28.5          | 37.4       |        | 65.9   |            |
| 16        | Henrik Stehlik (GER)    | 30.9          | 33.7       |        | 64.6   |            |

- Q = Kvalificerad till final
- R = Reserv
- T = Tiebreak

## Final
| Placering | Idrottare               | Utförande | Utförande | Utförande | Utförande | Utförande | Svårighet | Straff | Totalt | Noteringar |
| Placering | Idrottare               | J1        | J2        | J3        | J4        | J5        | Svårighet | Straff | Totalt | Noteringar |
| --------- | ----------------------- | --------- | --------- | --------- | --------- | --------- | --------- | ------ | ------ | ---------- |
|           | Lu Chunlong (CHN)       | 8.3       | 8.2       | 8.1       | 8.3       | 8.3       | 16.2      |        | 41.00  |            |
|           | Jason Burnett (CAN)     | 7.9       | 8.0       | 7.9       | 8.0       | 8.1       | 16.8      |        | 40.70  |            |
|           | Dong Dong (CHN)         | 8.2       | 8.2       | 8.0       | 8.0       | 8.3       | 16.2      |        | 40.60  |            |
| 4         | Tetsuya Sotomura (JPN)  | 8.0       | 8.1       | 8.1       | 8.0       | 8.1       | 15.6      |        | 39.80  | T          |
| 5         | Jurij Nikitin (UKR)     | 7.8       | 7.9       | 8.0       | 7.9       | 7.8       | 16.2      |        | 39.80  | T          |
| 6         | Dmitrj Usjakov (RUS)    | 7.7       | 7.6       | 8.0       | 7.4       | 7.5       | 16.0      |        | 38.80  |            |
| 7         | Alexander Rusakov (RUS) | 7.5       | 7.5       | 7.2       | 7.3       | 7.7       | 16.2      |        | 38.50  |            |
| 8         | Mikalai Kazak (BLR)     | 7.1       | 7.2       | 7.4       | 7.6       | 7.5       | 16.0      |        | 38.10  |            |